# The Thing (2011)
The Thing is een Amerikaanse horrorfilm uit 2011 onder regie van Matthijs van Heijningen jr.. Het verhaal hierin speelt zich af op dezelfde locatie, maar vóór de gebeurtenissen in het gelijknamige The Thing uit 1982 (een prequel dus).

## Verhaal
Een expeditieteam uit Noorwegen treft in 1982 een buitenaards ruimteschip aan, begraven onder het ijs van Antarctica. Teamleider Sander Halvorson (Ulrich Thomsen) nodigt daarom paleontologe Kate Lloyd (Mary Elizabeth Winstead) uit om af te reizen en vanuit haar expertise te helpen met het onderzoek. Nadat een helikopter haar afzet in het Noorse basiskamp, krijgt ze te horen van een tweede ontdekking: in het ijs bevindt zich ook het lichaam van een buitenaards wezen. De teamleden nemen dat bevroren en wel in een blok ijs mee naar het onderzoekscentrum. Wanneer teamlid Derek Jameson (Adewale Akinnuoye-Agbaje) het 's avonds gaat bekijken, is hij er getuige van hoe het wezen uit het ijs breekt en het kamp uitvlucht.
De groep gaat op zoek naar het wezen, waarop Olav (Jan Gunnar Røise) en Henrik (Jo Adrian Haavind ) het aantreffen. Het zet meteen de aanval in en verzwelgt Henrik. Het team ziet daarop geen andere mogelijkheid dan het in brand te steken. Tijdens het onderzoeken van de stoffelijke overschotten, blijken de cellen van het wezen nog springlevend. Bovendien blijken ze in staat de cellen van Henrik exact te imiteren.
Verschillende teamleden gaan met de helikopter op zoek naar hulp. Wanneer ze terugkomen en willen landen, verandert een van hen in het ding, valt het Olav aan en stort de helikopter neer. Na deze gebeurtenis en verschillende ontdekkingen binnen de muren van het kamp, komt Kate tot de conclusie dat het ding ieder teamlid kan imiteren en daarom op ieder moment vermomd als een van hen onder de teamleden kan zijn.

## Rolverdeling
- Mary Elizabeth Winstead - Kate Lloyd
- Joel Edgerton - Sam Carter
- Ulrich Thomsen - Dr. Sander Halvorson
- Eric Christian Olsen - Adam Finch
- Adewale Akinnuoye-Agbaje - Derek Jameson
- Paul Braunstein - Griggs
- Trond Espen Seim - Edvard Wolner
- Kim Bubbs - Juliette
- Jørgen Langhelle - Lars
- Jan Gunnar Røise - Olav
- Stig Henrik Hoff - Peder
- Kristofer Hivju - Jonas
- Jo Adrian Haavind - Henrik
- Carsten Bjørnlund - Karl
- Jonathan Walker - Colin
- Ole Martin Aune Nilsen - Matias, de helikopterpiloot